# 當我們「假」在一起
《當我們「假」在一起》（英語：I Now Pronounce You Chuck and Larry）是一部2007年的美國喜劇電影，由丹尼斯·杜根導演，主演是阿當·桑迪拿和凱文·詹姆斯，以同性戀為題材。講述消防員查克為了報答鳏夫拉里救命之恩，決定假扮成後者的同性戀伴侶所延伸的風波。
電影于2007年6月20日在美國上映，在票房上取得佳績。雖然影評人的評價難言良好，然而觀眾評價尚可，電影本身涉及描繪同性戀的刻版印象而引起爭議。本片還在第28屆金酸莓獎獲得八項提名。

## 剧情
查尔斯·托德·「查克」·拉文（Charles Todd "Chuck" Levine）和劳伦斯·亚瑟（“拉里”）·瓦伦丁（Lawrence Arthur "Larry" Valentine）——分别由亞當·山德勒（Adam Sandler）及凱文·詹姆斯饰演——是两位久经沙场的纽约市消防员。查克是一个单身汉，以玩弄女色为乐；拉里则是鳏夫，独自养活他的两个孩子。在对一幢火灾后房屋的例行搜查中，一截楼板突然断裂，使查克面临坠落死亡的危险，幸而拉里挺身而出，不顾危险挽救了查克。之后两人在一间医院病房中苏醒，查克被拉里救下自身生命的行为所感动，遂向后者发誓愿为其做任何事情以报救命之恩。这次事故使拉里认识到死亡可能随时降临在他的身上，因此他想把政府给予自己的人寿保险的第一受益人改为他的孩子们，但此事受相关规定所限制，相当困难。更改保险第一受益人的其中一种办法是再次结婚。正在发愁的拉里此时受报纸上关于同居伴侣的报道启发，向查克提出两人结为同居伴侣的要求。虽然这一提议一开始被查克拒绝，但后来他想起了拉里的救命之恩，于是便答应了。两人登记了同居伴侣，使得查克成为拉里人寿保险的第一受益人。很快，纽约市调查员怀疑两人或有欺诈嫌疑，前来向他们调查同居伴侣的有关情况。查克和拉里前去寻求律师亚历克斯·麦克多诺（Alex McDonough）——杰西卡·贝尔，Jessica Biel饰——的帮助。亚历克斯提出摆脱嫌疑的最佳方法就是去加拿大结婚。两人接受了这一建议，随即到加拿大结婚并搬到了一起居住。
在一场同志筹款晚会结束时，参与晚会的同性恋者们受到一群恐同者的言语攻击，这群人的领头以侮辱性的“faggot”（含义大概与中文的“死玻璃”相似）称呼查克，使查克大为光火，将前者击倒在地。此事次日被当地报纸刊登，使查克、拉里二人明显的“同性恋身份”和婚姻被揭露。发觉两人同性伴侣的关系后，他们的消防员队友对他们处处刁难，拒绝与他们共事，甚至拒绝和他们一起打篮球。这时他们唯一的“盟友”是同队的邓肯——一位深藏自己性向秘密多年使得自身脾气暴躁的消防员，他被查克和拉里“坦白身份”的勇气所鼓励而向查克出柜，令查克大为吃惊。另一边，在学校，拉里女孩子气的儿子埃里克因为父亲是“同性恋”被反感同性恋的同学欺负，但他却巧妙地击倒了那个孩子王，使其他所有人刮目相看。在假扮同性恋伴侣的日子里，曾经对同性恋怀有偏见的两人渐渐了解了同性恋者们受到他人歧视的痛苦，并接受了这一群体。也在这时，查克对亚历克斯律师暗生情愫，但因为阿历克斯以为查克和拉里的伴侣关系是真的，拒绝两人深入发展。
虽然竭力伪装，查克和拉里的关系仍然受到了怀疑，纽约市探员克林顿·菲茨前来对两人进行调查。在掩盖谎言的压力之下，这对好友产生了激烈的冲突，使他们的关系产生了一丝裂痕。而在消防队内部，其他队员对这对同性恋伴侣十分反感，在他们的要求下，队长不得不安排一向并肩执行任务的查克和拉里在不同的时间段工作。愤怒的拉里在队员中作了一番表白，让他们认识到自己曾经受这对同性伴侣的很多帮助并改变了对二人的看法。——在拉里的班次结束后，他和查克重归于好。
很快两人的婚姻就受到了挑战。由于十六个女性公开宣称曾与查克有过性关系，他们不得不出席听证会澄清“事实”，维持他们的婚姻，也避免因欺诈被判罚。庭上亚历克斯律师为他们辩护，同时改变了态度的消防员队友们也前往作证。菲茨探员分别对查克和拉里进行了询问，两人多年深厚的友情使他们的言辞极为默契，证明了他们之间深厚的爱（这种超越极致的友情也被称为“柏拉图式爱情”）。在听证会的最后，菲茨要求两人当众亲吻以证明他们的确相爱，在压力下两人决定克服障碍亲吻彼此。正当此时，消防队队长突然打断，高声宣布他知道内情，即查克和拉里的婚姻是假结婚，而他们本身也都是异性恋者。队长试图以声称自己隐瞒真相不报、要求将自己一起定罪的方式阻止主持听证会的市议员逮捕查克和拉里，其他消防员也纷纷“坦白”自己在两人假结婚一事中提供方便的行为，以此显示众人的团结，并抱法不责众的心理阻止市议员将他们逮捕。不幸众人都被逮捕。但不久，顶不住同性恋社群为释放这群消防队员的情愿，司法部门以承认欺诈罪行和无偿拍摄日历相片为抗击艾滋病筹款为条件释放了他们。
两个月后，已出柜的邓肯与同为同性恋的亚历克斯的哥哥凯文在加拿大的教堂举办婚礼——这也是查克和拉里结婚的地方。婚礼聚会上查克得到了亚历克斯的原谅与她的芳心，而拉里也终于克服了三年以来丧妻的痛苦，与另一个女人开始了新的罗曼蒂克。电影在有情人终成眷属的美好场景中结束。

## 演員
- 阿當·桑迪拿 飾演 Charles Todd "Chuck" Levine
- 凱文·詹姆斯 飾演 Lawrence Arthur "Larry" Valentine
- 謝茜嘉·比爾 飾演 Alex McDonough
- 丹·艾克洛德 飾演 Captain Phineas J. Tucker
- 榮·雷美斯 飾演 Fred G. Duncan
- 史提夫·布斯美 飾演 Clinton Fitzer
- 彼得·丹特（英语：Peter Dante） 飾演 Tony Paroni
- 尼可拉斯·特圖羅（英语：Nicholas Turturro） 飾演 Renaldo Pinera
- 瑞秋·德奇（英语：Rachel Dratch） 飾演 Sara Powers
- 艾倫·卡瓦特（英语：Allen Covert） 飾演 Steve
- 李察·張伯倫 飾演 Councilman Banks
- 尼克·斯旺森 飾演 Kevin McDonough
- 蘭斯·貝斯 飾演 Bandleader
- Cole Morgen 飾演 Eric Valentine
- Shelby Adamowsky 飾演 Tori Valentine
- 大衛·馬修（英语：Dave Matthews） 飾演 Salesman
- 佈雷克·克拉克（英语：Blake Clark） 飾演 Crazy homeless man
- 丹·帕特里克 飾演 紐約警察
- 錢德拉·韋斯特（英语：Chandra West） 飾演 "Doctor Honey"
- 提拉·特基拉和鄭智麟 飾演 Hooters餐廳的女孩
- 丹尼斯·杜根 飾演 Cab driver
- 羅伯·考德瑞 飾演 Jim the minister
- 喬納森·勞克蘭（英语：Jonathan Loughran） 飾演 David Nootzie
- 貝姬和潔西·歐東諾修（英语：Becky and Jessie O'Donohue） 飾演 Donna和Darla
- 羅伯特·斯密格（英语：Robert Smigel） 飾演 Mailman
- 大衛·史派德 飾演 Transvestite groupie（未掛名）
- 洛·舒奈達 飾演 Asian minister（未掛名）
- Arne Starr 飾演 Court supporter（未掛名）
- 吉姆·福特（英语：Jim Ford (actor)） 飾演 Criminal stuck in chimney（未掛名）

## 外部連結
- 互联网电影数据库（IMDb）上《I Now Pronounce You Chuck and Larry》的资料（英文）
- AllMovie上《I Now Pronounce You Chuck and Larry》的资料（英文）
- 爛番茄上《I Now Pronounce You Chuck and Larry》的資料（英文）
- Box Office Mojo上《I Now Pronounce You Chuck and Larry》的資料（英文）